# 潘婷婷
潘婷婷，SBS（1963年1月17日—），香港公務員，曾出任創新科技署署長、僱員再培訓局行政總監及油尖旺民政事務專員，官至首長級甲級政務官。她在英国的大学取得工学学士及法学士學位後，於1987年7月加入香港政府政務主任職系，獲派至多個決策局及部門任職，曾於1997年至1999年出任油尖旺民政事務專員和於2006年至2010年借調至僱員再培訓局擔任行政總監。她在返回政府後任職運輸及房屋局副秘書長，負責多項大型基建工程，包括沙田至中環綫、廣深港高速鐵路香港段、港珠澳大橋香港連接路及將軍澳跨灣連接路等，處理包括沙中綫偷工減料問題、高鐵香港段超支延誤問題及元朗17億天橋等爭議。她在2019年7月獲港府委任為創新科技署署長，負責香港再工業化的政策，並以创新科技協助港府應對2019冠狀病毒病香港疫情，直至2023年4月任滿退休。

## 早年生活
潘婷婷生於1963年1月17日。她先於英国伯明翰大学修讀土木工程，並在1985年取得榮譽工学学士學位，及後再於倫敦大學取得法学士學位。

## 公務員生涯

### 早期生涯
潘婷婷在1987年7月加入香港政府後，隨即獲安排於布政司署銓敍科擔任政務主任，協助公務員編制發展計劃事宜。在一年後，她於1988年10月獲派至屯門政務處出任政務主任。她及後曾在布政司署署任多個不同的高級政務主任職位，包括曾在1991年1月及1994年7月兩度被徵召往中央政策組輔助布政司工作，以及在1992年11月出任助理文康廣播司處理新發展項目。她期後在1994年10月出任助理衞生福利司，負責社会福利政策，因而在1995年4月獲確任高級政務主任。

### 油尖旺專員
潘婷婷在確任高級政務主任後，很快就取得再度晉升的機會。她被安排於1997年3月13日接替艾能德出任油尖旺政務專員，並在同日獲奉為官守太平紳士。在委任消息公佈時，政府發言人首次將專員的圖片稱作「官方肖像」，一度引來訂立新任命發佈標準的猜測。在她上任時，佐敦剛於1996年11月發生嘉利大廈大火，為香港歷史上傷亡人數最嚴重的高樓大廈火災，故此有土木工程背景的她在任內積極與香港消防處及區內人士合作推廣樓宇防火及管理工作。因應香港主權於1997年移交中國，油尖旺政務專員一職隨後亦改稱為油尖旺民政事務專員。除了防火工作外，她亦統籌區內的大型街燈美化計劃，而尖沙咀亦被定為全港的試點進行首期工程。另外，她在任內與多個香港親共團體維持良好關係，甚至她在卸任多年後仍獲邀出席區內組織的聚會。她於1999年3月31日卸任專員一職，而陳美嘉則在同年9月13日接任。在卸任時，她亦正式於4月1日升任首長級丙級政務官，並獲安排送往哈佛大学研讀公共行政学課程，至8月中返港。

### 首長級丙級政務官

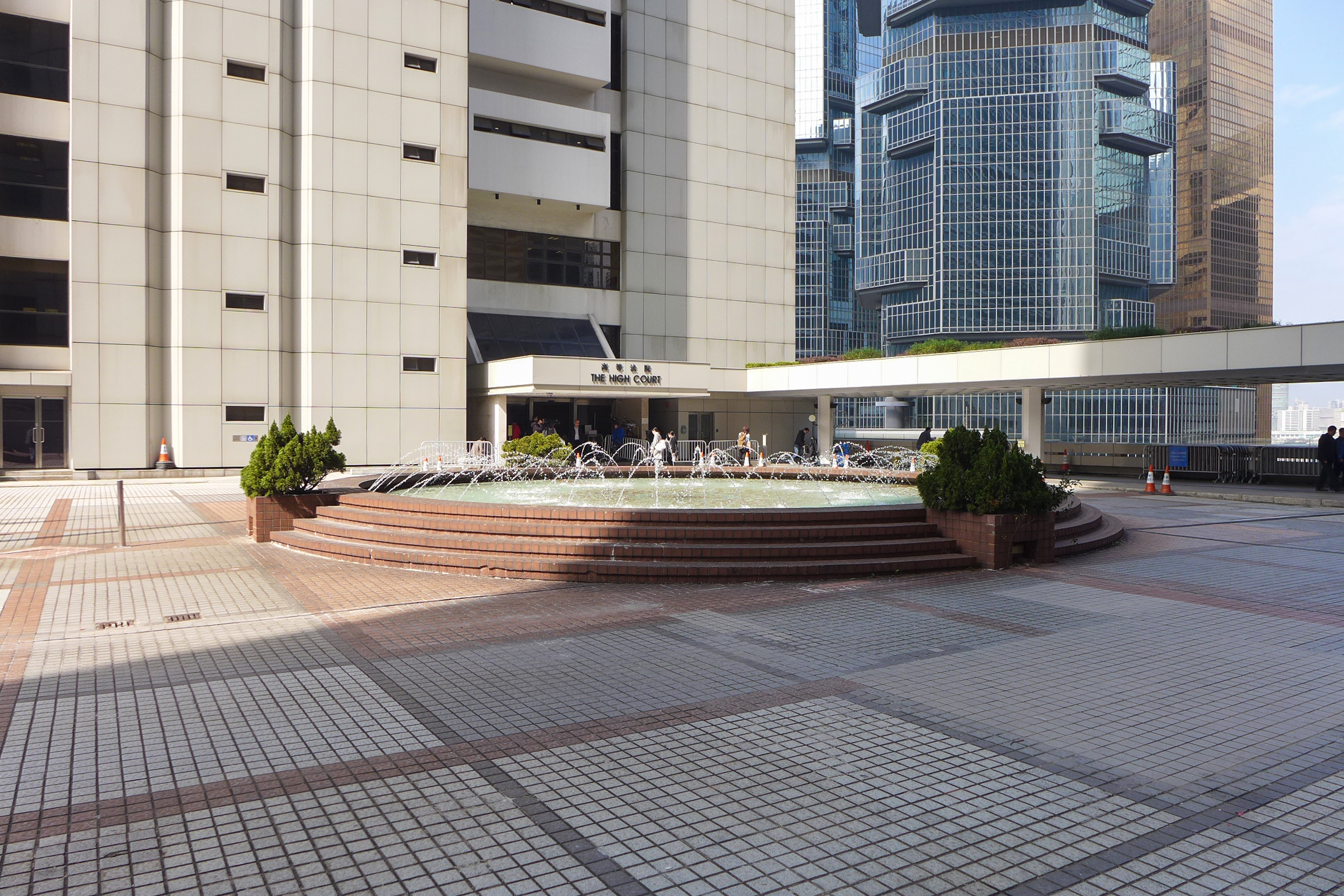
潘婷婷曾於司法機構政務處任職三年

重返政府總部的潘婷婷在1999年8月獲安排於房屋局任職首席助理局長，但她甫上任即遇上強烈熱帶風暴森姆吹襲香港，繼而要處理業主要求政府及香港房屋協會協助維修質素欠佳的夾心階層住屋屋苑的相關爭議。及後，她亦專責管理地產代理監管局的運作，並處理地產代理業界對牌照費用過高的不滿。另外，她也負責修訂有關業主與承租人權責的法律事宜。
不過，潘在房屋局任職不足一年，就在2000年5月被調派至香港司法機構出任助理政務長，負責機構的發展工作。她在任內負責修訂多個法院的規則，當中包括區域法院、土地審裁處等，更於2001年參與檢討香港終審法院相關法例的工作。
另外，她亦參與民事司法制度改革的諮詢及執行事宜。最後，她被指派負責婚姻訴訟附屬濟助程序改革試驗計劃，以及出任無律師代表訴訟人資源中心督導委員會秘書，支援設立資源中心的工作，並在2003年4月離任助理政務長。
在2003年6月，潘被調派至教育統籌局擔任首席助理秘書長，負責包括毅進計劃等的延續教育政策，以及管理香港學術評審局等資歷評估工作。她在任內負責設立香港資歷架構，引入能力標準分類、質素保證機制及資歷名冊等概念，利用衡量機制以促進及保證各級別教育的學術質素。然而，潘從房屋局轉輾到教育統籌局任職，卻因資歷架構被五大地產代理公司反對而再度與地產代理業界交鋒。不過，她為了提昇地產代理業界的水平，堅持將地產代理的資歷納入架構，並促使代理須持續進修以符合牌照規定。另外，她在任內於香港中文大學修讀行政工商管理碩士課程，並在2005年取得學位。

### 借調再培訓局
由於僱員再培訓局在2006年需進行全面的策略性檢討，而行政總監鄺勝仕又於同年1月宣佈將於4月1日約滿離任，港府因而抽調一名政務官擔任該職，潘婷婷因此於同年4月1日起借調再培訓局出任行政總監。在2006年7月，政府向外傭徵收僱員再培訓徵款用於再培訓局的開支遭到司法覆核，局方在2007年8月時累積超過32億港元徵款未能使用，潘因而要求在上述期限後允許局方使用款項，並以此預算繼續制定策略性檢討方案。雖然她被借調至法定組織，但她仍於2007年4月晉升首長級乙級政務官，並在同年7月1日獲委任為官守太平紳士。

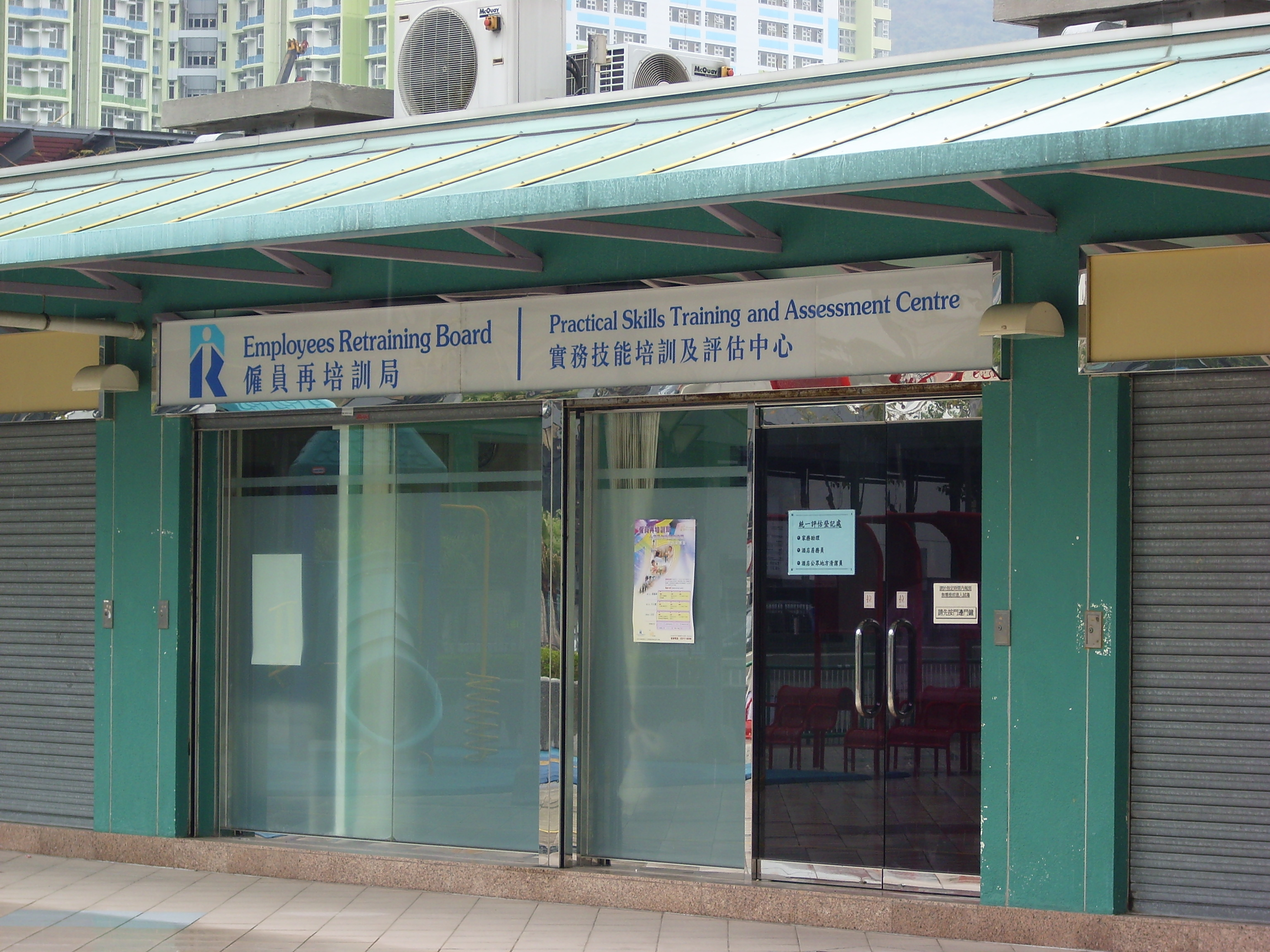
2008年時的僱員再培訓局實務技能培訓及評估中心

及後，再培訓局在她任內於2008年1月完成策略性檢討並向公眾進行諮詢，正式開始重新訂立機構的角色及職能的程序。同月，港府解封外傭稅並放寬再培訓局收生資格，主席田北辰在記者會上指再培訓局會藉此整統整所有公共再培訓資源
。不過，潘因田的言論遠超當局的職權可能範圍，而逐一致電所有出席的記者澄清。立法會於2009年通過再培訓局的改革方案，局方及勞工處自此分擔培訓及就業的工作，而再培訓局亦於天水圍開設資源中心。同時，田北辰的主席一職亦由伍達倫取代。
策略性檢討後，再培訓局收生額大增，潘亦策劃為香港少數族裔的需要而提供更多的特別課程，另外亦因應最低工資立法改變就業市場而調整課程類別。她最後於2010年7月31日卸任，由再培訓局公開招聘的吳家光接替。

### 再返政總
在短暫休息後，潘婷婷在2010年10月1日接替從港府辭任的袁莎妮，出任運輸及房屋局副秘書長，負責水陸的公共交通服務政策及管理工作，並出任港鐵公司董事會內運房局局長的替任董事。她在上任後隨即在同年12月於香港立法會內被航運交通界議員劉健儀促請為的士加入燃油附加費，但她以波動頻密為由堅拒開徵該費用。另外，就著立法會在2010年反對九龍巴士及龍運巴士申請增加遠高於2.3%通漲率的6.5%車資，潘就直指九巴按可加可減機制計算下其價格增幅僅為0.9%，最終會議通過沒約束力的反對議案。

#### 鐵路
在任內擔任港鐵替任董事潘婷婷曾處理多個鐵路項目，在2017年7月曾為南港島綫的基建工程向立法會申請2.8億港元的超支撥款，但姚松炎等多名民主派立法會議員發現潘準備的文件只列明2010年時撥出的開支，除了並沒有列明批准後超支撥款可於每年增收16.5%的實質開支預算外，更沒有要求可取價值99億港元的黃竹坑站上蓋地皮的港鐵公司承擔有關開支。潘對泛民的批評嚴正反擊，指有關數字已經完整展示，只是文件格式及表述方法不同，而財經事務及庫務局副秘書長劉震亦表示或會在日後考慮更改文件表述形式。

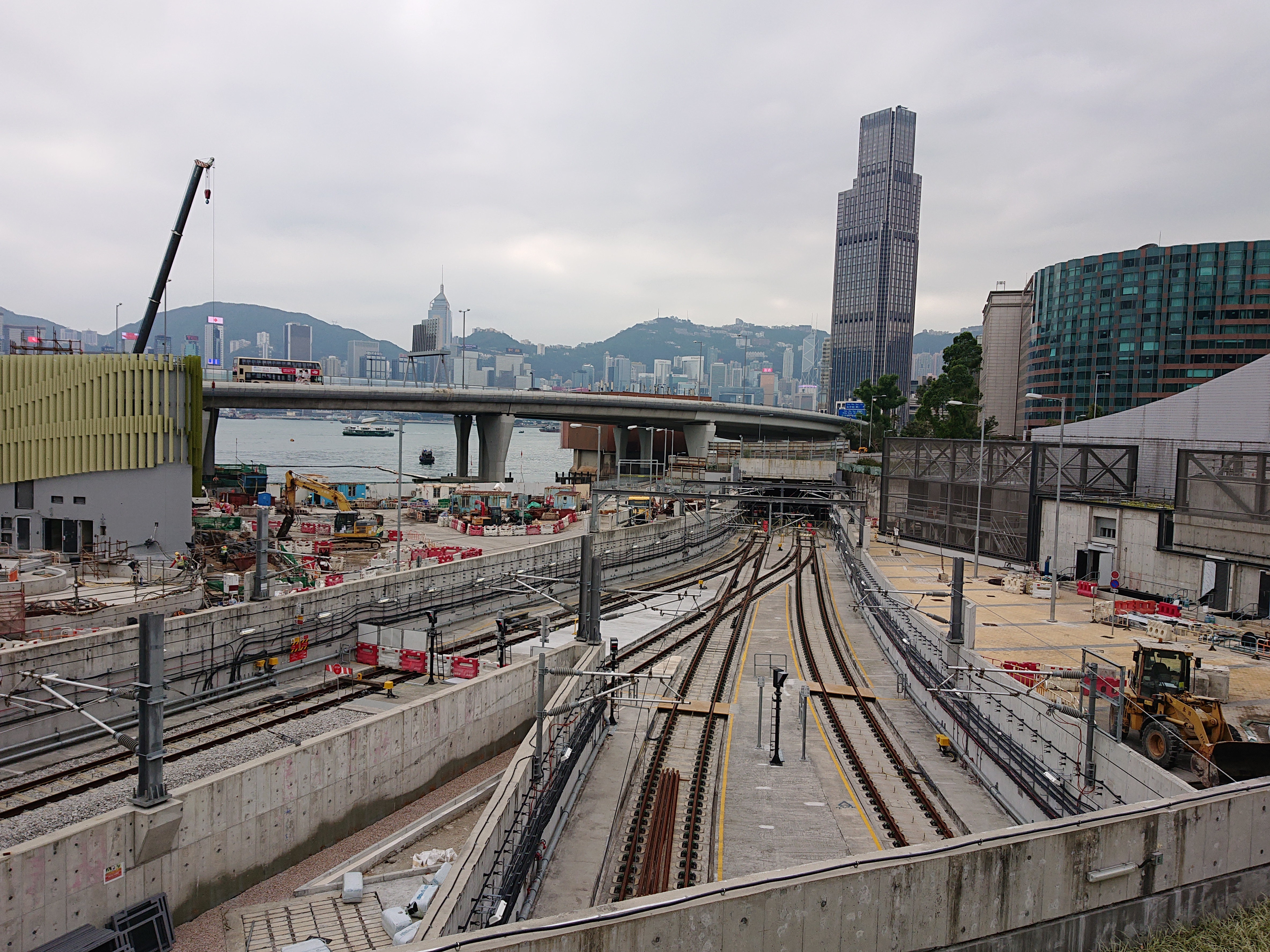
沙田至中環綫工程在潘婷婷任職運輸及房屋局時發生多個問題

在2017年底，潘在沙田至中環綫正式就超支申請撥款前，預先透露位於土瓜灣車站附近的考古發現使到工程滯後11個月，超支數以百億港元計，承諾會嚴謹審核開支。不過，及後在2018年6月時，沙中綫工程的分判商中科興業向公眾揭發早於2015年7月已向港鐵報告紅磡站的新月台鋼筋有偷工减料的情況，與港鐵說法並不一致而引發沙中綫偷工減料醜聞。潘在立法會上表示已即時派員實地視察，並要求港鐵遞交報告，以及為涉事車站安排獨立工程檢查，更聲言如有違法絕不輕饒。事件最終須設立調查委員會調查，而潘亦出席聽證及作供釐清運輸局在監管上的角色及責任。
另外，潘亦須負責處理廣深港高速鐵路香港段的工程，因而參與制定香港西九龍站的一地兩檢安排，但潘因未知高鐵香港段通車日期而未能公佈西九龙站内地口岸区轉交內地管轄的開始時間，並受到各界非議。及後，高鐵香港段工程臨近尾聲時卻遇上試車出軌使公眾日益關注高鐵香港段超支延誤問題，而運房局局長陳帆、副局長蘇偉文及常任秘書長黎以德均缺席2018年6月1日的立法會會議，交由潘代表政府答辯，引起多位議員不滿。雖然潘指出高鐵工程進度符合預期，並強調政府對高鐵及沙中綫均有充分監察，但對於超支事項卻未有回應。及後，她在立法會會議上表明港府將高鐵工程申索額以884億港元封頂，並對如期通車抱有信心。最終，高鐵香港段及西九龍站於2018年9月如期開幕通車，一地兩檢安排亦同時生效。

#### 公路
潘婷婷同亦負責大型公路基建的工程計劃，而潘雖然表明港珠澳大橋香港連接路可在2017年底如期竣工，但機場隧道及屯門至赤鱲角連接路等工程則被揭發未能如期完成。她在立法會上強調主要工程的確如期完工，而非必要工程則會在期後陸續分批完成，重申早在追加撥款時交代故當中並無隱瞞。
在2017年底，潘向立法會公佈元朗至北大嶼山的香港11號幹線計劃，但不論是民主派或建制派均起哄嘲諷計劃無理，直指將元朗居民帶至大嶼山加劇青馬大橋負荷不能解決往來香港市區的交通問題，更有質疑當中隱瞞東大嶼都會的前期規劃。及後，立法會要求潘提交更詳盡資料作支持工程的理據，惟她在會前五個小時才交出在1998年撰寫的三百多份研究報告，亦坦言內容多已過時。最終，在建制派答允下，11號幹線仍得以取得八千多萬港元撥款啟動工程的可行性研究。

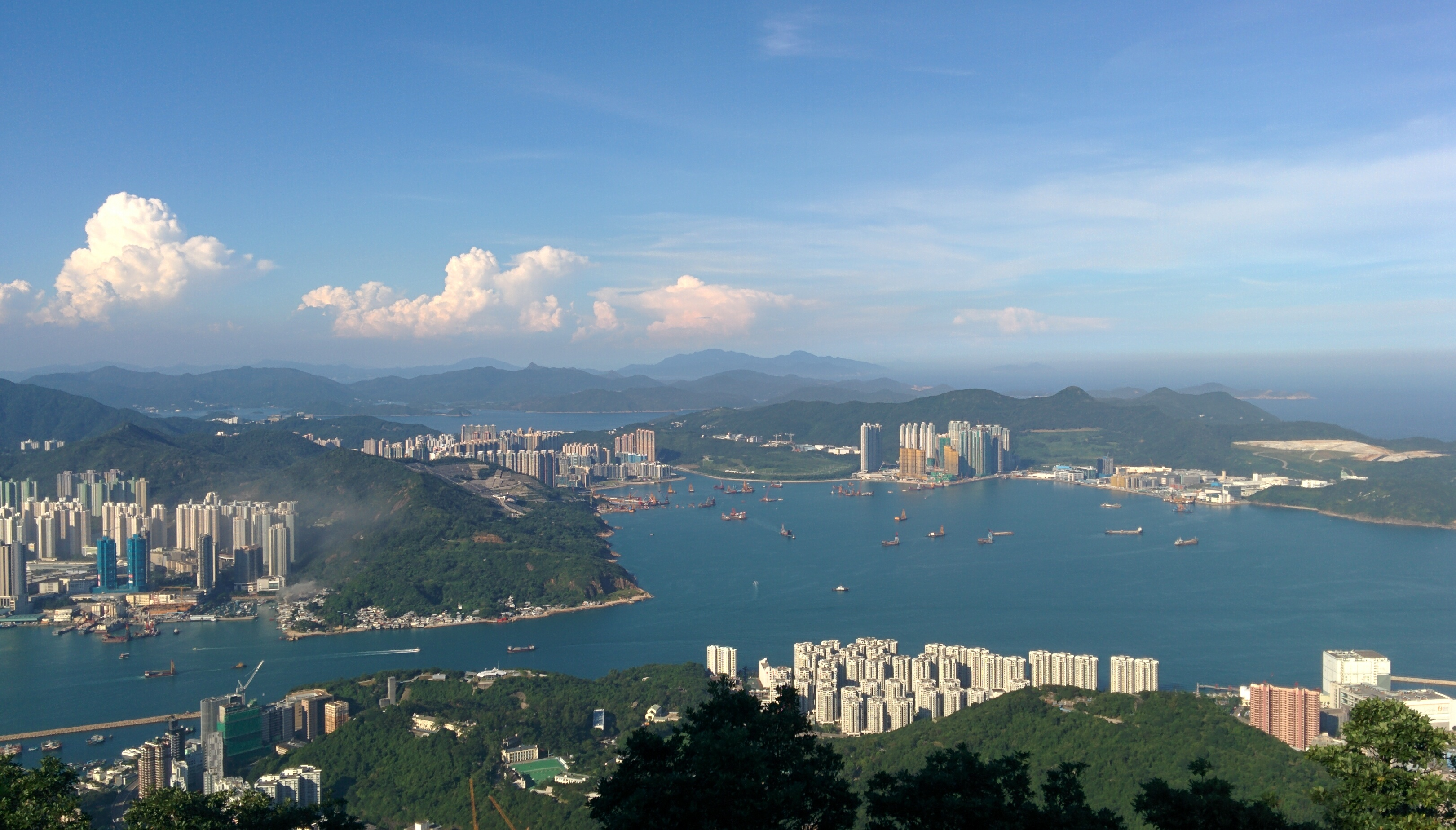
潘婷婷於2018年6月向香港立法會申請撥款在將軍澳興建跨灣大橋

潘在2018年6月就香港6號幹線的將軍澳跨灣連接路工程向立法會申領超過56億港元，比2008年估算時的22億港元預算大幅增加逾1.5倍，但由於九龍東長期交通擠塞使工程迫切故得以通過。然而，同為6號幹線的東南九龍T2主幹道則被批工程延誤，潘則指出原因為須收購茶果嶺村土地發展，以及為村民安排搬遷，並將後續工作交由發展局處理。

#### 行人系統
自曾蔭權政府起，港府銳意加強行人網絡取代接駁交通改善路面運輸狀況。雖然潘婷婷在運房局中負責處理的全港電梯及行人天橋改善計劃獲朝野支持，但分散的工程在執行時卻婁遇困難。在2018年5月，建在山貝河之上及僅長540米的元朗行人天橋系統因造價高達17億港元而引起公眾嘩然，立法會議員朱凱廸更在短時間內於網上收集過千人聯署反對，而香港建築師學會、香港規劃師學會、香港園境師學會及香港城市設計學會均曾於2014年拋出替代方案。不過，潘及路政署署長鍾錦華均堅持執行項目，並以溶洞環境和排洪設計使工程變得複雜，以及須考慮人力資源安排及地區人士意願為由要求立法會審議。最終，項目在眾多爭議聲音下得以通過。
她在2018年11月更就葵涌邨往來葵興邨的行人系統工程決定使用《收回土地條例》的條款，首次向基滙資本收回斜坡用作建造設施。動用法例收回私人土地的做法儘管因有濫用公帑及侵吞私產等潛在爭議而在立法會上備受質疑，但潘仍與路政署合作推出超過130個行人系統的工程項目，並獲批6.5億港元撥款。然而，多個工程計劃未得以妥善執行，更有多個項目拖延及被列為非優先事項，潘因而受邵家輝及陳恒鑌等多個立法會議員批評。
她在運房局任內於2014年4月晉升為首長級乙一級政務官，亦分別於清华大学及国家行政学院完成公共行政学課程。最後，潘在2019年7月14日卸任運房局副秘書長，並由葉李杏怡接任。

### 創科署署長

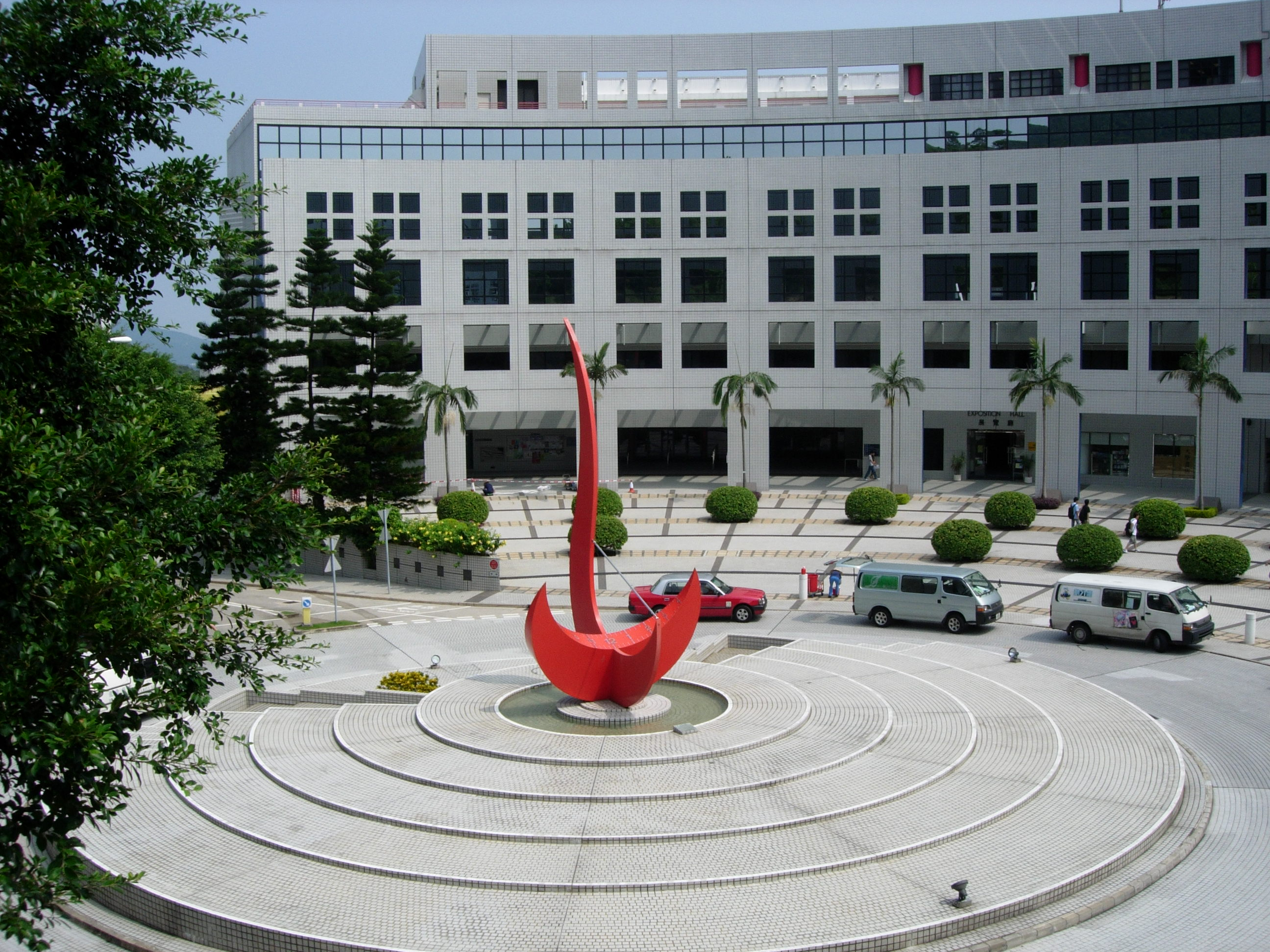
創新科技署在潘婷婷於任內與香港科技大學合作開發抗菌聚合物塗層

在2019年7月31日，潘婷婷獲港府委任為創新科技署署長，接替升任為創新及科技局常任秘書長的蔡淑嫻。她在上任不久後香港就爆發2019冠狀病毒病疫情，她除了透過部門的研發中心研製出隔離檢疫電子手環和流動應用程式，以及銅芯抗疫口罩外，亦與香港科技大學開發抗菌聚合物塗層予公共場所使用。
疫情同時使香港經濟停頓，因此潘在2020年6月從抗疫基金抽撥五億港出推行遙距營商計劃，以資助香港公司發展电子商务。雖然計劃原先預計約三千個申請，但最终在五星期申請期內收到超過一萬五千個申請。因此，潘亦聯同創新及科技局局長薛永恒將計劃總開支提昇至15億港元，但計劃因審批進度緩慢和多個項目被大副削減資助額而被申請人及業界嚴厲批評。就此，她向公眾解釋已因反應熱烈而增加三倍人手處理申請，而被削減資助額的計劃均涉及抬高成本的情況。最後，計劃撥款額進一步上升至高達17億港元。
再工業化在潘任內亦為港府的主要經濟發展方針，她利用創新科技基金為再工業化提供人力资源及升級生產線的資助計劃，當中由2020年7月開始就升級生產線的資助計劃涉及食物、生物技术及纳米材料等多個行業，而預留撥款額更高達46億港元。同時，她亦支持香港科技園公司在各工業邨提供更先進製造業中心，而首個於將軍澳工業邨的建設項目亦在2022年落成及出租。
在2023年1月已年滿60歲的她獲港府安排延任創科署署長，直至2023年4月16日起才展開退休前休假。儘管4月14日為潘最後的工作日，由於創新科技及工業局及創科署向香港立法會提交的書面答覆連番出現問題，結果使她當日仍需親自出席答辯。署長職位在她卸任後懸空，至同年6月由李國彬接任。及後，她藉共36年傑出的公務員服務而在2023年7月1日獲港府於香港2023年度授勳及嘉獎名單頒發銀紫荊星章。

## 個人生活
潘婷婷已婚，而她的興趣為鋼琴及閱讀，亦熱衷籃球及乒乓球運動。

## 榮譽

### 殊勳
- 官守太平紳士（J.P.）（1997年3月13日－1999年3月31日；2007年7月1日－2023年4月16日）[6][32]
- 銀紫荊星章（S.B.S.）（香港2023年度授勳及嘉獎名單；2023年7月1日）[82]

### 頭銜
- 潘婷婷，JP（Rebecca Pun Ting-ting, JP，1997年3月13日－1999年3月31日；2007年7月1日－2023年4月16日）[6][32]
- 潘婷婷，SBS（Rebecca Pun Ting-ting, SBS，2023年7月1日－）[82]

## 注脚
1. ↑  在1997年7月1日前稱為油尖旺政務專員。